# Howrah Bridge
Die  Howrah Bridge (bengalisch হাওড়া সেতু Hāoṛā Setu; offiziell: Rabindra Setu, bengalisch রবীন্দ্র সেতু Rabīndra Setu; deutsch: Rabindra-Brücke) ist die wichtigste Straßenbrücke, welche die beiden indischen Städte Kolkata und Howrah über den Hugli (Hooghly) verbindet. Die am Ende der britischen Kolonialzeit in Indien gebaute und 1943 eröffnete Brücke gehört zu den letzten großen Auslegerbrücken außerhalb Nordamerikas, die in Stahlfachwerk gebaut wurden. Sie wurde am 14. Juni 1965 nach dem bengalischen Nationaldichter Rabindranath Tagore benannt, ist aber in der Öffentlichkeit immer noch besser bekannt unter der Bezeichnung Howrah Bridge. In der Fachliteratur wird sie durchweg als Howrah Bridge oder als Hooghly River Bridge bezeichnet.

## Lage und Funktion

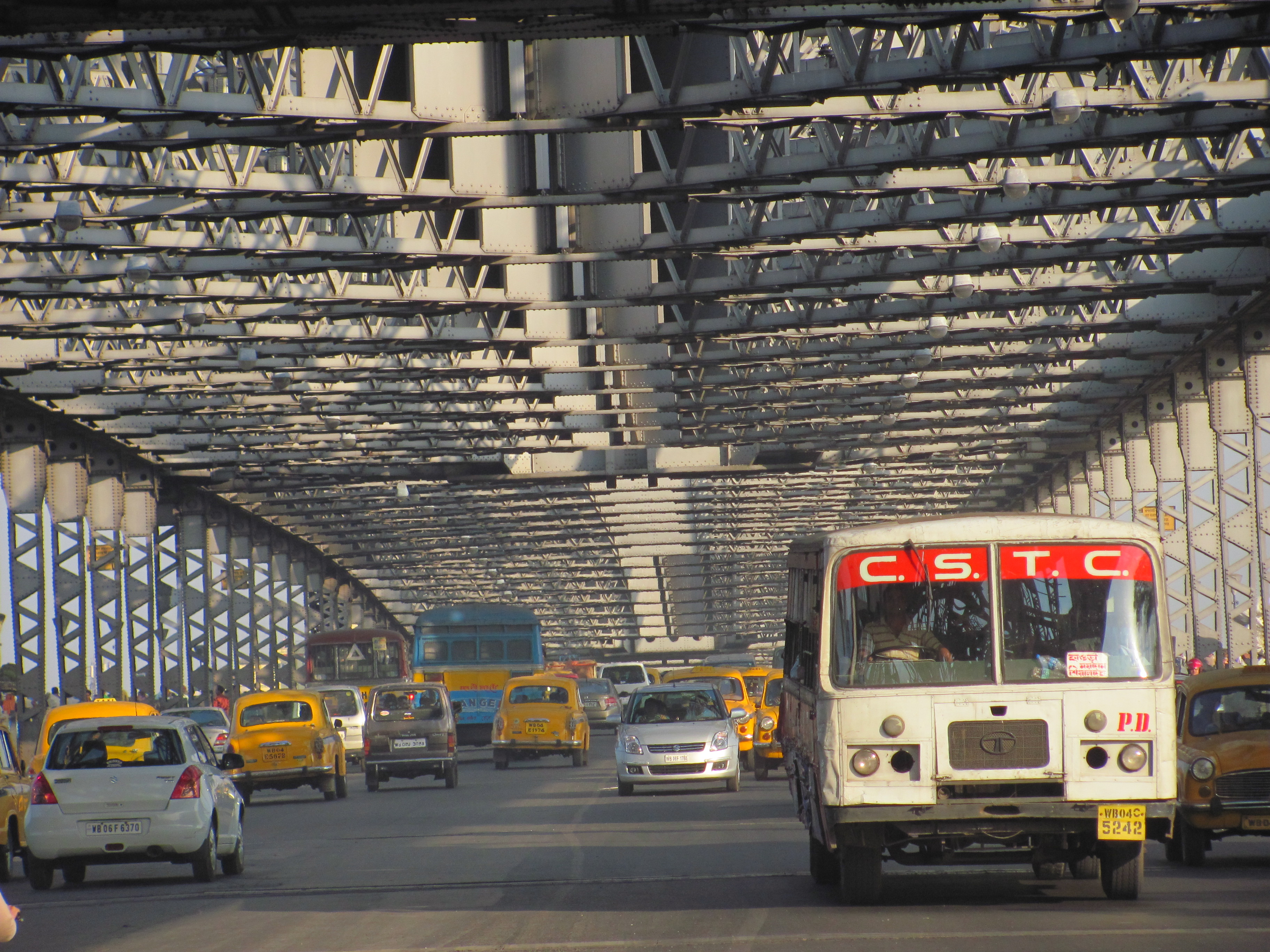
Auf der Howrah Bridge

Die Howrah Bridge ist nicht nur eine wichtige Verbindung der beiden Städte, sondern vor allem die Verbindung zwischen dem Zentrum Kolkatas auf dem östlichen Ufer des Ganges-Armes Hugli und der Howrah Railway Station, dem Kopfbahnhof auf der anderen Seite des Stroms, dem ersten Bahnhof Kolkatas und heute einem der größten und verkehrsreichsten Bahnhöfe Indiens.
Die Brücke darf nur von leichten Kfz, vor allem Taxis und kleinen Bussen, sowie von Fußgängern und Radfahrern benutzt werden, nachts auch von kleinen Lieferfahrzeugen. Die Angaben über die Verkehrsdichte reichen von 63.754 Fahrzeugen pro Tag über 90.000 bis zu 120.000 Fahrzeugen und 500.000 Fußgängern.
Die nächste Brücke ist die mehr als 3 km flussabwärts stehende, 1992 eröffnete Vidyasagar Setu (Second Hooghly Bridge), die wegen ihrer Entfernung und Mautpflicht wenig zur Entlastung der Howrah Bridge beiträgt. Flussaufwärts sind die Vivekananda Setu und die benachbarte Nivedita Setu 8 km entfernt.

## Beschreibung

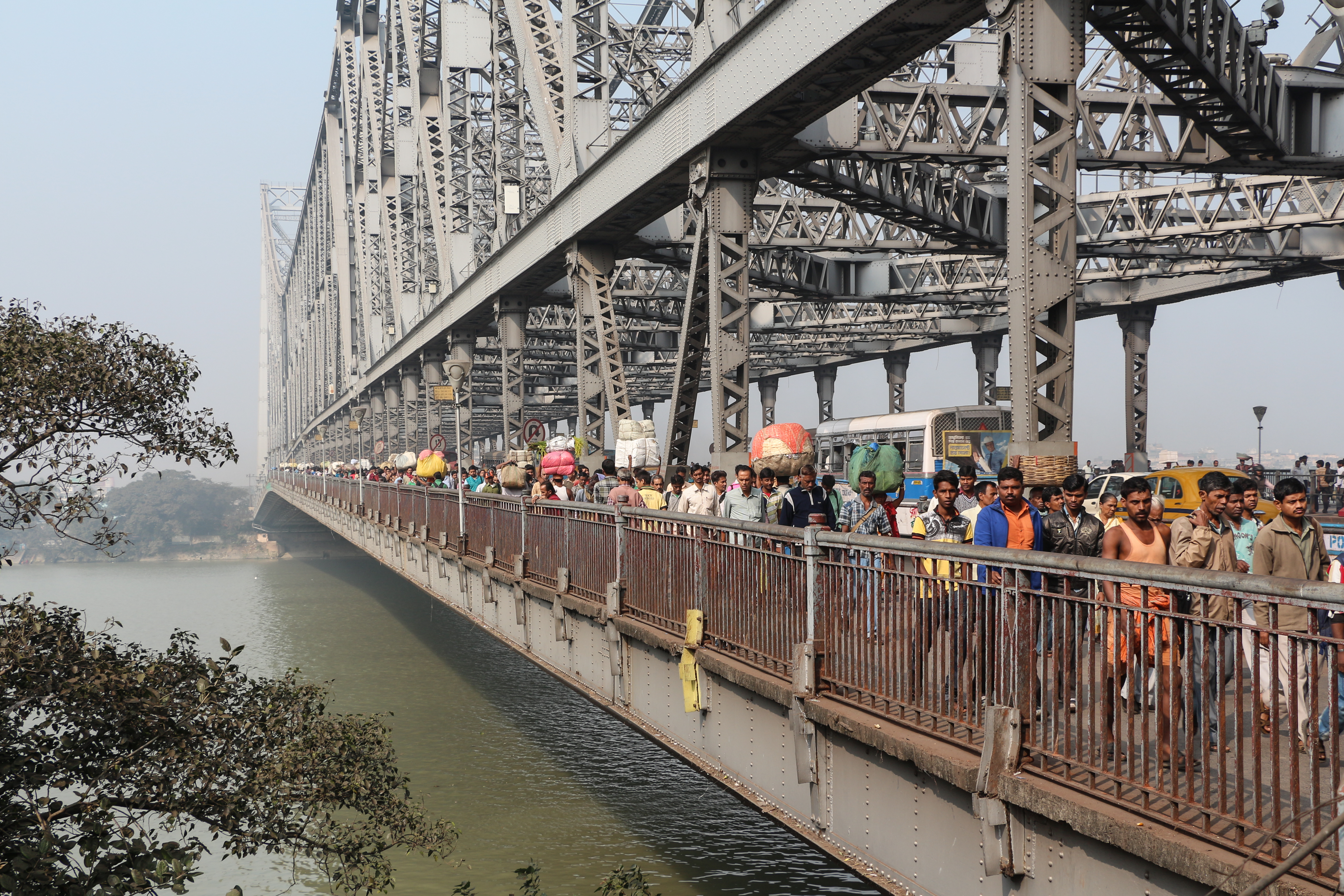
Fußgänger auf der Howrah bridge

Die Howrah Bridge ist eine stählerne Fachwerkkonstruktion, die von den beiden auf mächtigen Betonsockeln am Ufer stehenden, 85 m hohen Pfeilerpaaren getragen wird. Die Straße und ihre Gehwege werden, anders als üblich, nicht über die gesamte Länge der Brücke geführt, sondern jenseits der Pfeiler seitlich zu den Uferbereichen geleitet. Die Fahrbahn befindet sich daher nicht im Inneren des Tragwerks, sondern auf einem eigenen Fahrbahndeck, das unterhalb der tragenden Brückenkonstruktion mit 39 Hängerpaaren an den Untergurten angehängt ist. Dadurch entsteht zwischen den Pfeilern ein 21,6 m (71 ft) breiter und rund 5,8 m hoher Raum für den Verkehr, der dann ungehindert durch irgendwelche Fachwerkstreben seitlich abfließen kann. Die beiden je 4,6 m (15 ft) breiten Gehwege sind außen an das Fahrbahndeck montiert. In Längsrichtung hat das Fahrbahndeck (nicht jedoch die horizontalen Untergurte) von der Mitte aus ein leichtes Gefälle (1 : 40) zu den Enden der Brücke. Unter dem Fahrbahndeck verbleibt eine lichte Höhe von 8,8 m für die Schifffahrt. Seit 2006 wird die Brücke nachts erleuchtet.
Aus konstruktiver Sicht ist die Howrah Bridge eine Gerberträgerbrücke aus genieteten Fachwerkträgern. Die beiden äußeren, 99,1 m (325 ft) langen Arme dienen zur Verankerung und als Gegengewicht zu den jeweils 142,6 m (468 ft) langen Kragarmen, die von den Pfeilern aus über den Fluss ragen und den 172 m (564 ft) langen Einhängeträger tragen. Daraus ergibt sich eine Spannweite über dem Strom von 142,6 + 172 + 142,6 = 457,2 m (1500 ft). Die Stahlkonstruktion ist insgesamt 655,3 m (2150 ft) lang; einschließlich der äußeren auch als Ankerblöcke dienenden Widerlager beträgt die gesamte Länge 670,5 m (2200 ft). Insgesamt wurden 27.000 t (26.500 tons) Stahl verbaut, davon wurden 23.500 t von Tata Steel geliefert.
Das äußere Erscheinungsbild traf auf unterschiedliche Reaktionen. Für die einen gilt die Brücke als Wunderwerk der Technik (marvel of bridge engineering), andere sind weniger angetan.

## Geschichte

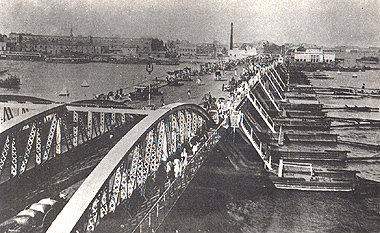
Die frühere Pontonbrücke

### Pontonbrücke (1874)
1871 wurde die gesetzliche Grundlage für eine Pontonbrücke gelegt, die 1874 fertiggestellt wurde. Sie war 466 m (1528 ft) lang und 19 m (62 ft) breit, wovon 14,6 m (48 ft) auf die Straße und beidseits gut 2 m (7 ft) auf die Gehwege entfielen. Zwei parallele eiserne Fachwerkbögen bildeten eine Öffnung für kleinere Boote, für die größeren Schiffe wurde die Brücke regelmäßig geöffnet. Ab August 1879 soll die Brücke sogar elektrisch beleuchtet worden sein.

### Auslegerbrücke (1943)
Wegen des zunehmenden Verkehrs begann man schon Anfang des 20. Jahrhunderts eine neue Flussquerung zu planen, wobei neben einer festen Brücke auch ein Tunnel oder eine neue Schwimmbrücke in Betracht gezogen wurden. Wegen des Ersten Weltkriegs konnten die Pläne nicht weiter verfolgt werden. Stattdessen wurde die Pontonbrücke in den Jahren 1917 und 1927 teilweise erneuert.
Nachdem zwei Komitees verschiedene Vorschläge begutachtet hatten, entschied man sich Anfang der 1930er Jahre für eine Auslegerbrücke. Mit der Planung wurde das Ingenieurbüro Rendel, Palmer & Tritton beauftragt. Den Bauauftrag erhielt Cleveland Bridge & Engineering Co., die das indische Stahlbauunternehmen The Braithwaite Burn & Jessop Construction Company Limited mit der Montage beauftragten. Die Bauarbeiten begannen 1936. Nur ein kleiner Teil des benötigten Stahls wurde aus England geliefert, die meisten Träger kamen aus indischen Fabriken. Der Überbau wurde im Freivorbau errichtet, beginnend mit den äußeren Ankerträgern, von denen aus die Ausleger mit Hilfe beweglicher Krane über dem Fluss Stück für Stück zusammengenietet wurden. Trotz aller kriegsbedingten Störungen wurde die Brücke fertiggestellt und im Februar 1943 – der Zeit entsprechend – ohne besondere Feierlichkeiten in Betrieb genommen.
Die Howrah Bridge war damals nach der Québec-Brücke in Kanada und der Forth Bridge in Schottland die drittgrößte Gerberträgerbrücke weltweit. Heute befindet sie sich auf der Liste der größten Auslegerbrücken auf Platz 6.
Drei Jahre nach der Inbetriebnahme kam eine Verkehrszählung zu dem Ergebnis, dass die Brücke täglich von 121.000 Fußgängern, 27.400 Fahrzeugen aller Art und ca. 3.000 Kühen überquert würde. Sie war damit eine der meist frequentierten Brücken der Welt. Bis 1992 fuhr auch eine Straßenbahn über die Howrah Bridge.